# Vacío KBC
El Vacío KBC es una inmensa región del espacio comparativamente vacía, llamada así por los astrónomos Ryan Keenan, Amy Barger y Lennox Cowie, quienes lo estudiaron en 2013. La existencia de una baja densidad local ha sido objeto de muchos artículos de investigación que datan de principios de los años 1990.
Se propone que la densidad inferior sea aproximadamente esférica, aproximadamente 2 mil millones de años luz (600 megaparsecs, Mpc) de diámetro. Como otros vacíos, no está completamente vacío, pero contiene nuestra propia galaxia la Vía Láctea, el Grupo Local, y una parte más grande del Supercúmulo Laniakea. La Vía Láctea se encuentra a pocos cientos de millones de años luz del centro del vacío.
Se ha demostrado que la existencia de supervacios es consistente con el modelo cosmológico estándar. Las galaxias dentro de un vacío experimentan un tirón gravitacional desde fuera del vacío y esto produce un valor local más grande para la constante Hubble, una medida cosmológica de lo rápido que se expande el universo. Algunos autores han propuesto la estructura como la causa de la discrepancia entre las mediciones de la constante Hubble utilizando las supernovas galácticas y las variables cefeidas (72–75 km/s/Mpc) y a partir del fondo cósmico de microondas y los datos de oscilación acústica de bariones ( 67–68 km/s/Mpc). Sin embargo, otros trabajos no han encontrado evidencia para ello en las observaciones, encontrando que la escala de la subdensidad reclamada es incompatible con las observaciones que se extienden más allá de su radio.